# Intensivtäter
Als Intensivtäter werden vorwiegend in Deutschland Personen bezeichnet, die mehrfach durch Straftaten auffallen. Ähnliche Begriffe sind Wiederholungstäter und Serientäter. Viele Intensivtäter sind männliche Jugendliche.
Intensivtäter sind zu unterscheiden von Schwellentätern, von Gelegenheitstätern und von Einmaltätern. Oft begehen sie mehrmals dieselbe Straftat, beispielsweise Raub, Körperverletzung, Erpressung oder Handel mit Drogen.  Die Kriterien der Bundesländer, nach denen in Deutschland Intensivtäter eingestuft werden, unterscheiden sich laut Bundeskriminalamt (BKA) voneinander.
Laut einer Studie des bayerischen LKA 
waren etwa 10 Prozent der 14- bis 25-jährigen Straftäter Intensivtäter; sie verübten etwa 50 Prozent der bekanntgewordenen Straftaten dieser Altersgruppe. 
Überproportional viele dieser Intensivtäter hätten an sozialen Brennpunkten, gerade unter Jugendlichen, Straftaten verübt.
Beim Landeskriminalamt Berlin wurde eine Intensivtäterabteilung eingerichtet, nachdem 2002 in der Fachzeitschrift Kriminalistik ein von einem leitenden Beamten des Landeskriminalamtes (LKA) geschriebener Artikel über Nidal R. erschienen war. Der LKA-Beamte wollte damit auf den in seinen Augen zu laschen Umgang mit dem Wiederholungstäter hinweisen, der damals als 20-Jähriger bereits über 80 Einträge in seiner Akte hatte und vor Gericht in 52 von 60 Fällen Haftverschonung oder Bewährung erhalten hatte. 
Nach dem gewaltsamen Tod von Nidal R. am 9. September 2018 haben Gewerkschaft der Polizei und Bund Deutscher Kriminalbeamter eine bundesweite Intensivtäter-Datei gefordert.
Der Präsident des Bundeskriminalamts (BKA) Holger Münch schlug im November 2018 der Innenministerkonferenz ein Konzept für ein bundesweit abrufbares Punktesystem für straffällige Zuwanderer vor, mit einer Abschiebung bei Erreichung einer Punktegrenze. Anlässlich einer Diskussion dieses Konzepts unter Innenministern von Bund und Ländern wurde vorgeschlagen, künftig auch deutsche Intensivtäter über ein Punktesystem zu erfassen, um rechtzeitig Gegenmaßnahmen einzuleiten.
Änderungen der Straftäterprofile von in Deutschland lebenden Intensivstraftätern ausländischer Staatsangehörigkeit werden den Ausländerbehörden mitunter häufig nicht mitgeteilt.